# 伏尔加蝇子草
伏尔加蝇子草（学名：Silene wolgensis）是石竹科蝇子草属的植物。分布在欧洲、亚洲以及中国大陆的新疆等地，生长于海拔1,100米至1,400米的地区，多生长在干草螈和多石质草坡，目前尚未由人工引种栽培。